# USS America (CV-66)
USS America (CV-66) – amerykański lotniskowiec typu Kitty Hawk. 
Stępkę okrętu położono 9 stycznia 1961 w stoczni Newport News Shipbuilding w Newport News. Zwodowano go 1 lutego 1964, matką chrzestną była pani McDonald (żona admirała McDonalda). Jednostka weszła do służby w US Navy 23 stycznia 1965, jej pierwszym dowódcą był Captain Lawrence Heyworth, Jr..
Brał udział w wielu konfliktach: wojnie w Wietnamie, kryzysach i operacjach śródziemnomorskich, I wojnie w Zatoce Perskiej.
Wycofany ze służby 9 sierpnia 1996. Po skreśleniu okrętu z listy floty, marynarka postanowiła zatopić go w trakcie tajnego ćwiczenia SinkEx. Ostrzeliwany jednak przez cztery tygodnie okręt, skutkiem ogromnej rezerwy pływalnosci oraz skomplikowanego podziału na przedziały wodoszczelne, nie zatonął. Ostatecznie jednostka została zatopiona 14 maja 2005 roku, przez wysadzenie jej w powietrze za pomocą ładunków wybuchowych podłożonych wewnątrz okrętu.